# 高洞子石室墓
高洞子石室墓位於重慶市永川縣板橋鄉，文物遺址年代為南宋，1992年3月19日列為重慶市第二批市級文物保護單位。2000年9月7日列為第一批重慶市文物保護單位。